# Ctenoplusia albolimbalis
Ctenoplusia albolimbalis är en fjärilsart som beskrevs av Embrik Strand 1917. Ctenoplusia albolimbalis ingår i släktet Ctenoplusia och familjen nattflyn. Inga underarter finns listade i Catalogue of Life.